# Авторское право в Ливане
Авторское право в Ливане — совокупность правовых норм в Ливане, устанавливающих правовые отношения между авторами, издателями и обществом. В настоящее время законодательно авторское право в Ливане регулируется Законом «О защите прав собственности на произведения литературы и искусства» (араб. القانون رقم 75 لعام 1999 بشأن حماية الملكية الأدبية والفنية‎) от 1999 года. С 1947 года государство является участником Бернской конвенции.

## Принятие закона
В марте 1999 года парламент Ливана принял долгожданный закон о защите авторских прав после четырёх лет дебатов и проволочек. Закон вступил в силу 14 июня 1999 года и касается защиты литературной и художественной интеллектуальной собственности. До принятия этого нового закона, авторское право в стране регулировалось старым законом № 2385 от 17 января 1924, рассматривавший вопрос о защите авторских прав. Новый закон отменил и заменил соответствующие положения закона 1924 года. Тем не менее, закон 1924 года остаётся в силе в отношении субъектов, не охваченных положениями нового закона.
Новый закон об авторском праве, скорее всего, был призван повысить шансы Ливана вступить во Всемирную торговую организацию (ВТО). С этой целью многие положения нового закона разработаны в соответствии с требованиями Соглашения ВТО по торговым аспектам прав интеллектуальной собственности (ТРИПС), так как оно имеет дело с авторским правом и смежными правами. ТРИПС, в свою очередь, связывает членов ВТО с основным положениями Бернской конвенции.

## Получение авторского права
Любые произведения, которые могут защищаться авторским правом, должны быть депонированы Управлением по защите интеллектуальной собственности в Министерстве экономики и торговли Ливана. Основой депонирования в стране является предположение, согласно которому правообладателем считается тот, кто показал себя автором при процедуре депонирования. Несмотря на это, законами Ливана предусмотрено опровержение презумпции авторства любыми доступными способами.
Так, для депонирования своей работы в Управление по защите интеллектуальной собственности автору следует предоставить заявление, содержащее следующую информацию:
- тип и название работы;
- имя и адрес правообладателя или название компании-правообладателя и её юридический адрес, сведения о просителе депонирования.

Заявление сопровождается тремя копиями работы и правоустанавливающим документом, а также документом об оплате сбора. Депонирование одной печатной работы стоит 50 000 ливанских фунтов, одного фильма — 175 000 ливанских фунтов. Все дальнейшие соглашения, заключаемые относительно депонированного произведения, заключаются только в Управление по защите интеллектуальной собственности Ливана.

## Охраняемые произведения
Законом охраняются все формы печатной продукции, литературные, художественные и научные письменные работы. Авторы, производители и издатели печатной продукции должны отправить пять копий этих печатных работ в Министерство культуры и высшего образования Ливана. Также охране подлежат:
- устные произведения, такие как лекции и выступления;
- аудио, визуальные, фотографические, музыкальные и драматические произведения;
- произведения хореографии и пантомимы;
- рисунки, скульптуры, гравюры, декорирования, ткачества и литография;
- архитектурные чертежи и рисунки;
- компьютерные программы;
- географические карты, чертежи, планы и трехмерные географические, топографические, геометрические и научные труды;
- пластиковые искусства;
- вспомогательные работы, такие как переводы, адаптации, модификации и групповые подборки/соглашения[4].